# Красна Звєзда (Земетчинський район)
Кра́сна Звєзда́ (рос. Красная Звезда) — селище у складі Земетчинського району Пензенської області, Росія.
Населення — 4 особи (2010; 25 у 2002).
Національний склад станом на 2002 рік:
- росіяни — 100 %